# Nicolas Bandsept
Nicolas Bansept est un homme politique français né le 1er février 1818 à Strasbourg (Bas-Rhin) et mort le 1er décembre 1887 dans le 14e arrondissement de Paris.

## Biographie
Ouvrier cordonnier à Strasbourg, il est député du Bas-Rhin de 1849 à 1851, siégeant au groupe d'extrême gauche de la Montagne. Il est expulsé en Angleterre après le coup d’État du 2 décembre 1851.

## Sources
- « Nicolas Bandsept », dans Adolphe Robert et Gaston Cougny, Dictionnaire des parlementaires français, Edgar Bourloton, 1889-1891 [détail de l’édition]